# WFV-Pokal 1961/62
Der WFV-Pokal 1961/62 war die zehnte Austragung des Pokalwettbewerbs der Männer im württembergischen Amateurfußball. Titelverteidiger war der VfL Kirchheim/Teck, der in der dritten Runde ausschied. Im Endspiel am  12. August 1962 in Esslingen gewann der drittklassige Amateurligist SV Germania Bietigheim mit einem 2:0-Finalsieg über den Viertligisten FV 09 Nürtingen erstmals den Titel im Landespokal.
Seinerzeit wurden die Teilnehmer am DFB-Pokal über den Süddeutschen Pokal ermittelt, so dass der Titelgewinner SV Germania Bietigheim sich zwar für diesen qualifiziert hatte, sich jedoch nicht für den DFB-Pokal-Wettbewerb qualifizieren konnte. Insgesamt qualifizierten sich sechs Mannschaften über den WFV-Pokal für den süddeutschen Pokal, so dass unter den unterlegenen Viertelfinalisten Ausscheidungsspiele zur Ermittlung der zwei weiteren WFV-Teilnehmer ausgetragen wurden.

## Achtelfinale
|                         | Ergebnis |                        |
| ----------------------- | -------- | ---------------------- |
| SpVgg Wernau            | 3:2      | SpVgg Feuerbach        |
| SSV Reutlingen Amateure | 2:3      | SV Germania Bietigheim |
| FV Bad Saulgau 04       | Verzicht | FV Ravensburg          |
| FV 09 Nürtingen         | 2:1      | SC Geislingen          |
| Union Böckingen         | 1:2      | SpVgg Böblingen        |
| FC Burlafingen          | 5:1      | TG Biberach            |
| VfL Schorndorf          | 3:1      | SSV Aalen              |
| VfR Schwenningen        | 5:2      | FV 08 Rottweil         |

## Viertelfinale
|                        | Ergebnis |                  |
| ---------------------- | -------- | ---------------- |
| FV Ravensburg          | 3:0      | FC Burlafingen   |
| SpVgg Böblingen        | 1:3      | VfR Schwenningen |
| SV Germania Bietigheim | 5:0      | SpVgg Wernau     |
| FV 09 Nürtingen        | 8:1      | VfL Schorndorf   |

Ausscheidungsspiele zur Ermittlung der weiteren WFV-Teilnehmer am Süddeutschen Pokal
|                | Ergebnis |                  |
| -------------- | -------- | ---------------- |
| SpVgg Wernau   | 3:3      | SpVgg Böblingen  |
| VfL Schorndorf | 3:4      | VfR Schwenningen |

Wiederholungsspiel
|                 | Ergebnis |              |
| --------------- | -------- | ------------ |
| SpVgg Böblingen | 7:0      | SpVgg Wernau |

## Halbfinale
|                  | Ergebnis  |                        |
| ---------------- | --------- | ---------------------- |
| FV Ravensburg    | 0:3       | SV Germania Bietigheim |
| VfR Schwenningen | 3:4 n. V. | FV 09 Nürtingen        |

## Endspiel
| SV Germania Bietigheim                  | SV Germania Bietigheim | FV 09 Nürtingen | FV 09 Nürtingen |
| --------------------------------------- | --- | --- | --------------- |
| SV Germania Bietigheim                  | \| 12. August 1962 in Esslingen \| \| Ergebnis: 2:0 (0:0) \| \| Zuschauer: 2000 \| \| Schiedsrichter: Prackmann (Gundelsheim) \| | \| 12. August 1962 in Esslingen \| \| Ergebnis: 2:0 (0:0) \| \| Zuschauer: 2000 \| \| Schiedsrichter: Prackmann (Gundelsheim) \| | FV 09 Nürtingen |
| SV Germania Bietigheim                  | Strauß – Reinhold Amann, Rudi Babl, Rolf Zeller, Erwin Lutz, Heinz, Gröppner, Niyrö, Meszaros, Burger, Friedrich                 | Jungling – Faulhaber, Ziegler, Steinau, Günther, Helstab, Ebinger, Hustole I, Klock, Peter Wenzel, Hustole II                    | FV 09 Nürtingen |
| SV Germania Bietigheim                  | 1:0 Lutz (62.) 2:0 Babl (73.) | | FV 09 Nürtingen |
| 12. August 1962 in Esslingen            | | |                 |
| Ergebnis: 2:0 (0:0)                     | | |                 |
| Zuschauer: 2000                         | | |                 |
| Schiedsrichter: Prackmann (Gundelsheim) | | |                 |